# Türksat 5A
O Türksat 5A é um satélite de comunicação geoestacionário turco construído pela Airbus Defence and Space em parceria com a Turkish Aerospace Industries (TAI). Ele está localizado na posição orbital de 31 graus de longitude leste e é operado pela Türksat para fins comerciais e militares. O satélite foi baseado na plataforma Eurostar-3000EOR e sua expectativa de vida útil é de 15 anos.

## História
De acordo com um contrato assinado em setembro de 2011, o satélite foi desenvolvido por especialistas em cooperação entre a Türksat e a Turkish Aerospace Industries (TAI). Ele foi produzido na Turquia pela Turkish Aerospace Industries, em seu Centro de Montagem e Teste de Sistemas Espaciais Turco (Do turco: Uydu Montaj Entegrasyon ve Test) (UMET), em Ancara, com 20% de tecnologia própria. O Türksat 5A é o primeiro satélite de comunicação geoestacionário construído na Turquia.
Foi reportado no início de 2013 que a Mitsubishi Eletric (MELCO), do Japão, até então construindo a plataforma dos satélites Türksat 4A e Türksat 4B, pudesse ingressar no projeto para fornecer a plataforma MELCO DS2000 ao Türksat 5A. No entanto, em 9 de novembro de 2017, a Airbus Defence and Space foi selecionada para construir a plataforma do satélite Türksat 5A com o Eurostar-3000EOR, uma variante totalmente elétrica da plataforma Eurostar E3000.

## Lançamento
O satélite foi lançado ao espaço em 8 de janeiro de 2021, às 02:15 UTC, da Estação da Força Aérea de Cabo Canaveral (CCAFS), complexo de lançamento SLC-40, por meio de um veículo Falcon 9 Block 5 da SpaceX. O Türksat 5A foi colocado em uma órbita geossíncrona a 31° Leste para fornecer serviços de telecomunicação e transmissão direta de TV em uma ampla região geográfica entre o oeste da China e o leste da Inglaterra, que se estende pela Turquia, bem como Europa, Ásia Central, Oriente Médio e África.
Ele teve uma massa de lançamento de 3.500 kg, carregando 42 transponders de banda Ku. O tempo de vida esperado em órbita será de 15 anos, mas os propulsores elétricos mais eficientes permitirão ao Türksat 5A manter sua posição em órbita por mais de 30 anos, o dobro da vida útil de muitos grandes satélites de comunicação, de acordo com a Airbus.
Logo após o lançamento, os oficiais do Türksat indicaram que o satélite entrou em uma órbita supersíncrona adequada e o sinal do satélite foi recebido pela estação terrestre turca 35 minutos após o lançamento do satélite. O satélite levará quatro meses para subir à sua posição de órbita geoestacionária 31° Leste. Após o sucesso, as autoridades reiteraram os planos de lançar o satélite irmão Türksat 5B em junho de 2021 com a SpaceX.

## Capacidade e cobertura
O Türksat 5A está equipado com transponders de banda Ku para fornecer serviços de telecomunicações à Turquia.

## Controvérsia
Em 29 de outubro de 2020, protestos contra o lançamento do satélite ocorreram ao lado de fora da sede da SpaceX, o provedor de lançamento do Türksat 5A, em Hawthorne, Califórnia. O satélite anterior, Türksat 4B, controlou diretamente drones Anka-S de bombardeio. Embora os drones Bayraktar TB2 só pudessem ser controlados remotamente por meio de canal de rádio, este satélite poderia permitir que a versão mais recente, o Bayraktar TB2S, fosse controlado por satélite, ampliando consideravelmente seus alcances operacionais. Em Alto Carabaque, Síria, Líbia e outros países, a geração anterior desses drones resultou em milhares de mortes nas áreas-alvo. Manifestantes armênios exigiram que a SpaceX não lançasse o satélite, alegando que ele seria usado para alvos militares e civis na região disputada de Alto Carabaque e dado que, de acordo com o Observatório dos Direitos Humanos, as Forças Armadas da Turquia "não tomaram as precauções necessárias para evitar baixas civis" em três ataques no noroeste da Síria no final de janeiro de 2018 e têm implantado drones armados nesta região desde 2020.
O Türksat 5A estenderia muito o alcance das operações de drones do oeste da Europa ao leste do Cazaquistão, com mais resistência contra interferência, rejeição e escuta telefônica; fluxos ao vivo de alta definição de alvos e comando de lançamento de munições.